# 俄语互联网

世界各地的俄语使用者，他们经常使用俄语上网

俄语互联网（俄语：русский Интернет，此外另有俄网）是指互联网中的俄语部分。俄语互联网用户在地理上遍及所有大陆（包括俄罗斯在南极洲的贝林斯豪森站），但主要集中在俄罗斯。
据Yandex报告，百分之九十一的俄罗斯网站以俄语为主要语言。迄2009年秋，俄网约有1500万个站点（约占所有已知网站的6.5%）。
俄语占比较高的域名包括.su、 .ru、.рф、.ua、.by、.kz。其中89.8% 的.ru 网站和88.7%.su网站以俄语为主要语言。
俄语是若干后苏联国家的主要互联网语言：其中乌克兰占79.0%，白俄罗斯占86.9%，哈萨克斯坦占84.0%，乌兹别克斯坦占79.6%，吉尔吉斯斯坦占75.9%，塔吉克斯坦占81.8%。

## 统计数据
迄2013 年，全球有百分之三（5970万）的网民使用俄语。 2012年4月，俄罗斯网络用户数量排名第九 ，俄语内容数量方面排名第4（占 4.8%）。 
2011年9月，俄罗斯以5080万用户超过德国成为欧洲最大的互联网市场。
俄语在2013年3月成为网络上使用量第二大的语言。 

## 研究
哈佛大学伯克曼中心定期对采用西里尔编码识别的俄语网站进行研究。 特别是有论文名为“Mapping Russian Twitter”、  “Mapping RuNet Politics and Mobilization”和“RuNet Echo”。俄罗斯互联网评论报纸有《TheRunet》、《Runetologia》等。